# Ataliba
Carlos Eduardo Soares (Campinas, 2 maart 1979), beter bekend onder de naam Ataliba, is een Braziliaans voetballer.